# Mbabane Highlanders FC
Mbabane Highlanders Football Club w skrócie Mbabane Highlanders FC – suazyjski klub piłkarski grający w pierwszej lidze suazyjskiej, mający siedzibę w mieście Mbabane.

## Sukcesy
- I liga[1]:
  - mistrzostwo (13): 1974, 1976, 1980, 1982, 1984, 1986, 1988, 1991, 1992, 1995, 1997, 2000, 2001

- Puchar Eswatini[2]:
  - zwycięzca (7): 1983, 1985, 1990, 1997, 1999, 2009, 2010
  - finalista (1): 2012

- Superpuchar Eswatini[2]:
  - zwycięzca (5): 1998, 2007, 2008, 2010, 2019

## Występy w afrykańskich pucharach
| Sezon     | Rozgrywki                 | Runda   | Kraj              | Klub                           | Dom | Wyjazd | Dwumecz                              |
| --------- | ------------------------- | ------- | ----------------- | ------------------------------ | --- | ------ | ------------------------------------ |
| 1977      | Puchar Mistrzów           | 1       | Tanzania          | Simba SC                       | –   | –      | walkower dla Simba SC                |
| 1981      | Puchar Mistrzów           | 1       | Zambia            | Nchanga Rangers                | 0–4 | 0–1    | 0–5                                  |
| 1981      | Puchar Zdobywców Pucharów | 1       | Mozambik          | Palmeiras de Beira             | –   | –      | oba kluby wycofały się z rywalizacji |
| 1983      | Puchar Mistrzów           | wstępna | Botswana          | Township Rollers               | 2–1 | 1–0    | 3–1                                  |
| 1983      | Puchar Mistrzów           | 1       | Zambia            | Nkana Red Devils               | 0–1 | 2–2    | 2–3                                  |
| 1984      | Puchar Zdobywców Pucharów | 1       | Madagaskar        | Dinamo Fima                    | 1–0 | 1–6    | 2–6                                  |
| 1985      | Puchar Mistrzów           | wstępna | Lesotho           | Lesotho Paramilitary Forces FC | 4–1 | 0–2    | 4–3                                  |
| 1985      | Puchar Mistrzów           | 1       | Zimbabwe          | Black Rhinos FC                | 1–3 | 0–1    | 1–4                                  |
| 1986      | Puchar Zdobywców Pucharów | wstępna | Rwanda            | SC Kiyovu Sport                | 4–2 | 1–2    | 5–4                                  |
| 1986      | Puchar Zdobywców Pucharów | 1       |                   | Eritrea Shoe Factory FC        | 1–1 | 2–2    | 3–3                                  |
| 1986      | Puchar Zdobywców Pucharów | 2       | Egipt             | Al-Ahly Kair                   | 0–5 | 0–3    | 0–8                                  |
| 1987      | Puchar Mistrzów           | wstępna | Mauritius         | Tamil Cadets Club              | 2–1 | 2–3    | 4–4                                  |
| 1987      | Puchar Mistrzów           | 1       | Zimbabwe          | Dynamos FC                     | 1–2 | 1–6    | 2–8                                  |
| 1988      | Puchar Zdobywców Pucharów | wstępna | Rwanda            | Mukura Victory Sports FC       | 3–0 | 1–5    | 4–5                                  |
| 1989      | Puchar Mistrzów           | wstępna | Tanzania          | Pan African SC                 | 2–0 | –      | 2–0                                  |
| 1989      | Puchar Mistrzów           | 1       | Uganda            | Express FC                     | 2–1 | 0–4    | 2–5                                  |
| 1991      | Puchar Zdobywców Pucharów | wstępna | Tanzania          | Small Simba SC                 | 3–1 | 0–1    | 3–2                                  |
| 1991      | Puchar Zdobywców Pucharów | 1       | Sudan             | Al-Ittihad Wad Madani          | 1–1 | 0–0    | 1–1                                  |
| 1992      | Puchar Mistrzów           | wstępna | Botswana          | Botswana Defence Force XI FC   | 1–0 | 1–1    | 2–1                                  |
| 1992      | Puchar Mistrzów           | 1       | Zambia            | Nkana Red Devils               | 0–2 | 1–7    | 1–9                                  |
| 1993      | Puchar Mistrzów           | wstępna | Madagaskar        | AS Sotema                      | 0–1 | 0–2    | 0–3                                  |
| 1995      | Puchar Zdobywców Pucharów | wstępna | Mozambik          | CD Maxaquene                   | 0–0 | 1–2    | 1–2                                  |
| 1996      | Puchar Mistrzów           | wstępna | Madagaskar        | FC Fobar                       | 2–1 | 0–0    | 2–1                                  |
| 1996      | Puchar Mistrzów           | 1       | Zambia            | Mufulira Wanderers             | 0–1 | 0–3    | 0–4                                  |
| 2000      | Puchar CAF                | 1       | Południowa Afryka | Kaizer Chiefs FC               | 0–1 | 2–5    | 2–6                                  |
| 2001      | Liga Mistrzów             | wstępna | Reunion           | AS Marsouins                   | 0–2 | 1–1    | 1–3                                  |
| 2010      | Puchar Konfederacji       | wstępna | Zimbabwe          | CAPS United                    | 1–0 | 0–1    | 1–1 (k. 7–8)                         |
| 2011      | Puchar Konfederacji       | wstępna | Uganda            | Victors FC                     | 1–1 | 1–1    | 2–2 (k. 1–4)                         |
| 2013      | Puchar Konfederacji       | wstępna | Madagaskar        | TCO Boeny                      | 2–1 | 1–2    | 3–3 (k. 3–5)                         |
| 2022/2023 | Puchar Konfederacji       | wstępna | Południowa Afryka | Royal AM FC                    | 0–0 | 0–2    | 0–2                                  |

## Stadion
Domowe mecze klub rozgrywa na stadionie o nazwie Somhlolo National Stadium w Lobambie. Stadion może pomieścić 20000 widzów.